# 2005년 한국프로야구
2005년 한국프로야구는 2005년 4월에 시작되었다. 4월 2일 개막식을 시작한 한국프로야구는 선동열 감독이 이끄는 삼성 라이온즈의 우승으로 끝이 났다.

## 시즌
| 순위 | 팀            | 경기수 | 승 | 무 | 패 | 승률  | 게임차 | 기타 |
| ---- | ------------- | ------ | -- | -- | -- | ----- | ------ | ---- |
| 1    | 삼성 라이온즈 | 126    | 74 | 4  | 48 | 0.607 | 0.0    |      |
| 2    | 두산 베어스   | 126    | 72 | 3  | 51 | 0.585 | 2.5    |      |
| 3    | SK 와이번스   | 126    | 70 | 6  | 50 | 0.583 | 3.0    |      |
| 4    | 한화 이글스   | 126    | 64 | 1  | 61 | 0.512 | 11.5   |      |
| 5    | 롯데 자이언츠 | 126    | 58 | 1  | 67 | 0.464 | 17.5   |      |
| 6    | LG 트윈스     | 126    | 54 | 1  | 71 | 0.432 | 21.5   |      |
| 7    | 현대 유니콘스 | 126    | 53 | 3  | 70 | 0.431 | 21.5   |      |
| 8    | KIA 타이거즈  | 126    | 49 | 1  | 76 | 0.392 | 26.5   |      |

### 기록
- 6월 11일, 한화 이글스의 김인식 감독이 프로 통산 5번째로 700승을 달성한다.(대 LG 트윈스 전, 대전구장)

### 화제
- 2004년 병역비리파동으로 인해 주축선수가 대거 빠지면서 팀당 경기수가 126경기로 축소되었다.
- 전 요미우리 자이언츠 투수였던 조성민이 연봉 5천만원의 조건으로 한화 이글스에 입단한다.
- 롯데 자이언츠가 전반기에 돌풍을 일으킨다.
- 9월 15일, 한화 이글스의 장종훈 선수가 대전구장에서 은퇴 경기를 갖는다.(대 KIA 타이거즈 전)
- 선동열 감독이 이끄는 삼성 라이온즈는 막강한 투수력을 바탕으로 한국시리즈를 재패하고 삼성 라이온즈의 시대를 열었다.
- 현대 유니콘스의 김재박 감독의 '내려갈 팀은 내려간다'[1]·발언이 유력 야구 관련 사이트를 통해서 널리 퍼지게 된다.

## 포스트 시즌
- 한화 이글스는 SK 와이번스를 상대로 한 준 플레이오프에서 3승 2패의 성적으로 6년 만에 플레이오프에 진출한다.
- 두산 베어스는 한화 이글스를 상대로 한 플레이오프에서 3승의 성적으로 한국시리즈에 진출한다.
- 삼성 라이온즈는 두산 베어스를 상대로 한 한국시리즈에서 4전 전승의 성적으로 한국시리즈 우승을 차지한다.